# Doubletree Guest Suite Resort
Het Doubletree Guest Suite Resort, voormalig Guest Quarters en Guest Quarters Suite Hotel, is een hotel dat zich op het terrein van Walt Disney World ligt maar geen eigendom is van de Walt Disney Company.
Het hotel opende zijn deuren op 15 maart 1987 als de Pickett Suites Resort. Het hotel onderging in 2005 een renovatie van 2 miljoen dollar en in 2008 ook nog en kleine renovatie. Het hotel wordt beheerd door Hilton Worldwide.

## Geschiedenis
Op 15 maart 1987 opende dit hotel onder de naam Pickett Suites, maar in december 1989 werd de hotelketen opgekocht door Guest Quarters, waarna het hotel werd hernoemd tot Guest Quarters Suite Hotel. Doubletree kocht het hotel in 1993 op en in de eerste helft van 1995 werd de naam veranderd in DoubleTree Guest Suite. Doubletree is tegenwoordig onderdeel van Hilton Worldwide.

## Eetgelegenheden
Het hotel heeft vijf eetgelegenheden, waaronder een Pizza Hut Express.